# Sant Martí Vell
Sant Martí Vell település Spanyolországban, Girona tartományban. Sant Martí Vell Sant Joan de Mollet, Flaçà, La Pera, Madremanya, Quart, Juià és Bordils községekkel határos. Lakosainak száma 264 fő (2024).

## Népesség
A település népessége az elmúlt években az alábbi módon változott:
| Lakosok száma | 287  | 340  | 286  | 180  | 160  | 209  | 265  | 248  | 252  | 264  |
|               | 1717 | 1930 | 1950 | 1975 | 2001 | 2006 | 2010 | 2015 | 2019 | 2024 |